# Броди
Броди (укр. Броди) град је Украјини у Лавовској области. Према процени из 2012. у граду је живело 23.725 становника.

## Становништво
Према процени, у граду је 2012. живело 23.725 становника.
| 1979.  | 1989.  | 2001.  | 2012.  |
| ------ | ------ | ------ | ------ |
| 19.471 | 23.256 | 23.239 | 23.725 |

## Партнерски градови
- Волфратсхаузен